# Cyanopepla cinctipennis
Cyanopepla cinctipennis là một loài bướm đêm thuộc phân họ Arctiinae, họ Erebidae.